# Hochschule Finnmark

Hochschule Finnmark

Die Hochschule Finnmark (norwegisch: Høgskolen i Finnmark) kurz HiF – war eine staatliche Hochschule in den norwegischen Städten Alta und Hammerfest (Finnmark) mit rund 2000 Studenten und 240 Angestellten (2006). Sie wurde 1994 gegründet. Im August 2013 fusionierte sie mit der Universität Tromsø und bildet nun mit dieser und weiteren nordnorwegischen Hochschulen die UiT—Norwegens Arktische Universität.